# Louis Cohen
Levie (Louis) Cohen (Harlingen, 24 mei 1864 – Amsterdam, 5 augustus 1933) was een Nederlandse socialist. Hij was een van de oprichters van de SDAP.

## Leven en werk
Cohen werd geboren als zoon van de koopman Salomon Levie Cohen en Betje van Amerongen. Hij kwam op jeugdige leeftijd in aanraking met het socialisme van Domela Nieuwenhuis. Cohen trouwde in 1887 met de dienstbode Betje Os. Uit dit huwelijk werden drie kinderen geboren. Na zijn huwelijk vestigde hij zich als koopman in Zwolle en gaf daar het socialistische blad De Volksvriend  uit. Hij raakte betrokken bij de groep die zich losmaakte van de Sociaal-Democratische Bond (SDB) van Domela. In 1894 was hij een van de twaalf apostelen, die beschouwd worden als de oprichters van de SDAP. Hij kwam in conflict met Tjerk Luitjes die vanuit de SDB eveneens in Zwolle een blad de Volksvriend uitgaf. Het blad dat Cohen uitgaf werd opgenomen in De Wachter. In 1896 vestigde Cohen zich in Amsterdam waar hij zich inzette voor de belangen van handelsreizigers. Hij verzette zich tegen aansluiting bij het Nederlands Verbond van Vakverenigingen (NVV). Van 1927 tot 1929 woonde hij voor zijn werk in Brussel. In 1929 keerde hij ziek en berooid terug in Amsterdam. Hij overleed in augustus 1933 op 69-jarige leeftijd in De Joodsche Invalide in zijn woonplaats Amsterdam.
Levie Cohen ·
Jan Fortuijn ·
Adriaan Gerhard ·
Frank van der Goes ·
Willem Helsdingen ·
Henri van Kol ·
Henri Polak ·
Jan Schaper ·
Hendrik Spiekman ·
Pieter Jelles Troelstra ·
Helmig Jan van der Vegt ·
Willem Vliegen